# Saprinus funebris
Saprinus funebris är en skalbaggsart som beskrevs av Vienna 1996. Saprinus funebris ingår i släktet Saprinus och familjen stumpbaggar. Inga underarter finns listade i Catalogue of Life.